# Adamova hora
Adamova hora (sinhálsky ශ්‍රී පාදය, v přepisu Srí Páda) je hora v provincii Sabaragamuwa na jihu Srí Lanky, jejíž vrchol se nachází 2243 m n. m. Je tvořena rulou z období prekambria a má tvar pyramidy, její úbočí pokrývá tropický deštný les. V okolí se pěstuje čajovník, nacházejí se zde také ložiska safírů. Hora je známá díky prohlubni ve skále nedaleko vrcholu, která je dlouhá 180 cm a má tvar lidského chodidla (Srí páda znamená v sinhálštině „svatá stopa“). Díky tomu je posvátnou horou všech srílanských náboženství: buddhisté ji považují za otisk Buddhovy nohy, když odsud vystoupil na nebesa, hinduisté její vznik připisují Šivovi, muslimové Adamovi a křesťané svatému Tomášovi. Hora bývá nazývána také Adam's Peak (Adamova hora), Samanalakanda (Hora motýlů) nebo Ratnagiri (Vrch klenotů).
Každý Srílančan by měl na Srí Pádu vystoupit alespoň jednou v životě, o kultovním významu místa se zmiňují již Marco Polo a Abú Abdallah ibn Battúta. Základnou poutníků směřujících na horu je čtyřicet kilometrů vzdálené město Ratnapura. Na úpatí se nachází dágoba postavená Japonci v roce 1978. Z vesnice Dalhousie vede na vrchol 5200 schodů. Nad posvátnou stopou je vybudována malá svatyně, nachází se zde také zvonice, kde si může návštěvník zazvonit pro štěstí. Vyhledávanou atrakcí je vyhlídka do kraje, kam hora za svítání vrhá stín ve tvaru pravidelného trojúhelníku.

### Související články

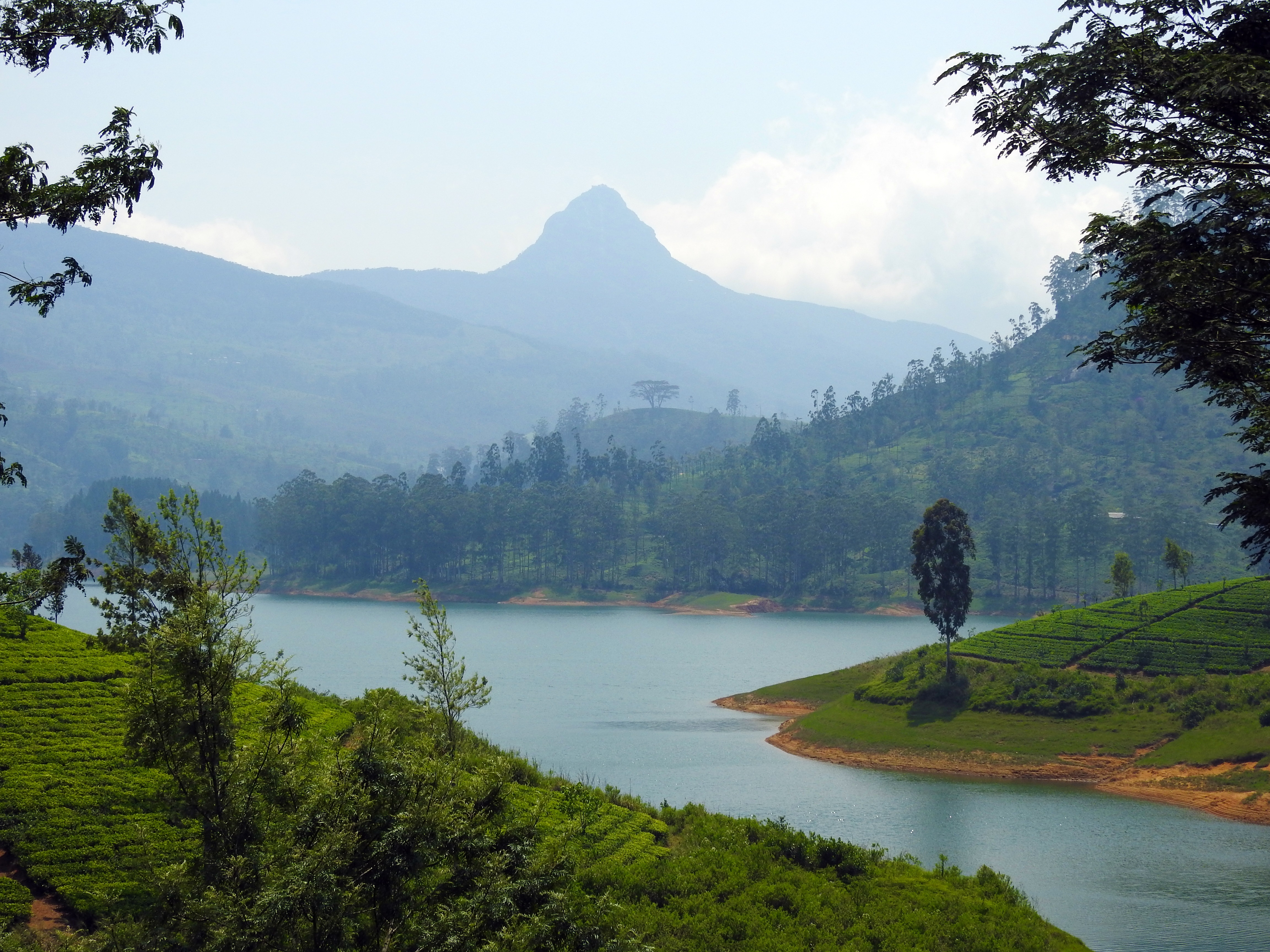
Srí Páda od přehrady Maskeliya